# Ulf Großmann (Politiker)
Ulf Wolfram Großmann (* 22. Juli 1957 in Dresden; † 7. Januar 2020) war ein deutscher Kommunalpolitiker (CDU) und ab 2011 Präsident der Kulturstiftung des Freistaates Sachsen. Von Februar bis Juni 1998 war er amtierender Oberbürgermeister der kreisfreien Stadt Görlitz.

## Leben und Wirken
Großmann wuchs in Dresden auf und legte dort 1976 das Abitur ab. Von 1978 bis 1982 studierte er an der Hochschule für Musik Franz Liszt Weimar und schloss als Diplomlehrer für Musikerziehung ab. Anschließend war Großmann bis 1990 in Görlitz als Musiklehrer und Chorleiter tätig.
Während der Wende und friedlichen Revolution in der DDR engagierte sich das Mitglied der Ost-CDU aktiv und wirkte am Runden Tisch der Stadt Görlitz mit. Großmann war einer der Initiatoren eines „Runden Tisches Bildung“ in Görlitz.
1990 wurde er durch die Görlitzer Stadtverordnetenversammlung zum Dezernenten für Kultur, Tourismus und Sport gewählt. Vier Jahre später erfolgte seine Wahl zum Dezernenten für Kultur, Tourismus und Sport sowie zum ersten Stellvertreter des Görlitzer Oberbürgermeisters Matthias Lechner. Nach der erfolgreichen Abwahl Lechners nahm Großmann von Februar bis Juni 1998 die Amtsgeschäfte des Oberbürgermeisters wahr und erhielt die Amtsbezeichnung „Bürgermeister“. Bei der anschließenden Neuwahl des Oberbürgermeisters trat Großmann für die CDU an und unterlag dem parteilosen Kandidaten Rolf Karbaum. 2001 wurde er als Bürgermeister für Kultur, Bildung, Jugend, Sport, Gesundheit und Soziales wiedergewählt. Ulf Großmann war bis 2008 Vorsitzender des Kulturausschusses des Deutschen Städtetages sowie Mitglied des Sächsischen Kultursenats. Bis 2009 gehörte er zudem dem Landeskunstbeirat Baden-Württemberg an. Mit der Errichtung der Stiftung Schlesisches Landesmuseum 1996 war Großmann zehn Jahre Vertreter der Stadt Görlitz im Stiftungsrat und anschließend von 2006 bis zu seinem Tod Mitglied des Stiftungsvorstandes des Schlesischen Museums Görlitz.
Im Jahre 2008 schied er aus dem Amt des Görlitzer Kulturbürgermeisters und war danach als Kulturberater, Dozent und Projektmanager tätig. 2011 wurde Großmann als Nachfolger von Steffen Heitmann zum Präsidenten der Kulturstiftung des Freistaates Sachsen ernannt.
Großmann war seit 1980 verheiratet und hatte sechs Kinder. Er lebte in Markersdorf.

## Auszeichnungen
- 2013: Sächsische Verfassungsmedaille